# Rio Forqueta
O rio Forqueta é um curso de água do estado do Rio Grande do Sul, Brasil, afluente da margem direita do rio Taquari.
A construção de uma usina hidrelétrica no rio Forqueta foi impedida para evitar a extinção do sapinho-admirável-de-barriga-vermelha.